# Egston
Die Egston Holding GmbH (Eigenschreibweise: EGSTON) mit Sitz in Eggenburg ist ein mittelständisches Elektronikunternehmen im östlichen Waldviertel, in Niederösterreich. Egston verfügt außerdem über eine Vertriebsniederlassung in Zhuhai (China) und Produktionsstätten in der Tschechischen Republik, China und Indien.

## Geschichte
Um 1960 entschied sich die österreichische Niederlassung der International Telephone and Telegraph (ITT), damals unter der Bezeichnung „STT - Standard Telephon und Telegraphen AG“, für die Errichtung einer Fertigungsstätte im nördlichen Niederösterreich. Produziert wurden Kabelbäume, Relais und Produkte für die Telekommunikation. Im Jahr 1963 erfolgte die Errichtung des jetzigen Firmengebäudes am Rande der Stadt Eggenburg.
Ursprünglich als verlängerte Werkbank zum ITT-Stammhaus in Wien konzipiert, entwickelte sich in den 1970er Jahren das Werk in Eggenburg zu einem eigenständigen Produktionswerk, inklusive aller dafür notwendigen Funktionen wie z. B. Qualitätssicherung und Fertigungsplanung. Die Produktpalette wird um Nebenstellenanlagen sowie die Fertigung von Gruppen und Gestellen für die öffentliche Vermittlungstechnik und Eisenbahnsicherungssysteme erweitert.
Mitte der 1980er Jahre stellte sich das Werk Eggenburg erstmals am freien Markt als Produzent für induktive Bauelemente auf der Industriemesse „electronica“ in München vor. Für die Bereiche induktiver Bauelemente und Kabelsysteme wurde eine eigene Vertriebs- und Technikabteilung geschaffen. 
Im Jahr 1987 wurde aus dem Stammhaus ITT die heutige Alcatel. Die Entscheidung, sich zukünftig nur auf die Kerngeschäfte zu konzentrieren, bedeutete für das Werk Eggenburg Verkauf bzw. Schließung. 
Im Rahmen eines Management-Buy-out erwarb 1991 der damalige Werksleiter Walter Wunderer das Unternehmen, die Egston GmbH wurde gegründet. 1992 wurde eine Tochtergesellschaft im tschechischen Ort Jemnice gegründet und ein Teil der Produktion nach Tschechien transferiert, 1994 folgte ein zweiter Fertigungsstandort in Znojmo, Tschechien nahe der österreichischen Grenze. Egston entwickelte zu der Zeit kleinere Netz- und Ladegeräte. Es folgen Entwicklungen von Elektrorädern.
Um die Jahrtausendwende wurde die in Eggenburg verbliebenen Fertigung komplett in die tschechischen Werke Znojmo und Jemnice verlagert. Im Jahr 2004 wurde in Zhuhai, China der dritte Fertigungsstandort eröffnet, ein vierter Fertigungsstandort in Tiruchirappalli, Indien.
Im Jahr 2014 wurde mit dem Kauf der Firma Kurt Springer Gesellschaft m.b.H. das Tätigkeitsfeld auf den Bereich Werkzeugbau ausgeweitet. Egston eröffnete Anfang 2018 eine Produktionshalle für den Bereich Kabelssysteme in Pancevo.
Zum 19. Jänner 2018 hat die in San Diego ansässige Pulse Electronics Corporation, ein führender amerikanischer Hersteller von Elektronikbauteilen, 100 % der Egston Gruppe übernommen. Pulse Electronics wurde im Mai 2018 selbst durch die taiwanische Yageo-Gruppe übernommen. Egston ist seit dieser Übernahme Teil des Yageo-Konzerns.

## Tätigkeitsfelder
Herstellung induktive Bauelemente wie Transformatoren, Drosselspulen, für die Automobilindustrie Antennen- und Sensorspulen, Kabelsysteme für die Fahrzeuge, verschiedene Typen und Arten von Netzgeräten.